# Banderilles negres
Les banderilles negres, o banderilles de càstig, són un instrument empleat en tauromàquia i reben aquest nom per estar decorades amb paperets de color negre al llarg de tot el pal. Segons De la Torre, aquestes banderilles són també denominades com «banderilles vídues», pel color dels papers que tenen de decoració".
En l'actualitat l'ús d'aquest tipus de banderilles no és freqüent a la plaça de toros i el seu ús està limitat per a casos molt concrets dins de la correguda de toros. Així, segons la normativa vigent, l'ús de les banderilles de càstig es farà servir en aquells casos en els quals «a causa del seva mansuetud l'animal no pogués ser picat segons la forma prevista». En aquest supòsit, el president mostrarà un mocador vermell per indicar l'ús d'aquestes. Així mateix, el periodista Fernando Fernández Román, l'ús de les banderilles negres, «la condemna a banderilles negres (en l'argot taurí) a un toro determinat suposa una gran desprestigi per la ganaderia».

L'origen de les banderilles negres es remunta, almenys, a l'any 1950; com a substitució de les antigues «banderilles de foc». No obstant això, la seva regulació no apareixerà registrada fins al Reglament d'Espectacles Taurins de 1962, quan s'introdueixi la seva definició i forma. Des de llavors les noves normatives, tant nacionals com a autonòmiques, han mantingut el tenor literal i característiques d'aquest tipus d'andròmines: 
En les banderillas negres o de càstig, l'arpó, en la seva part visible, tindrà una longitud de vuit centímetres i un ample de sis mil·límetres. La part de l'arpó de la qual surt l'arponcillo serà de 61 mil·límetres, amb un ample de 20, i la separació entre el terminal del arponcillo i el cos del arpó serà de 12 mil·límetres. Les banderilles negres tindran el pal amb una part de color negre amb una franja en blanc de set centímetres en la seva part mitjana.
En 2017, el Consell d'Assumptes Taurins d'Andalusia va iniciar els tràmits per a la reforma i actualització del reglament taurí autonòmic. Entre les propostes es trobava la supressió de la figura de les banderilles negres i substituir-les, si escau, per un quart parell de banderilles al toro. Tot i això, aquesta mesura no va prosperar al no comptar amb el beneplàcit dels ramaders i tampoc dels professionals del sector.

## Precedents de les «banderilles de càstig»

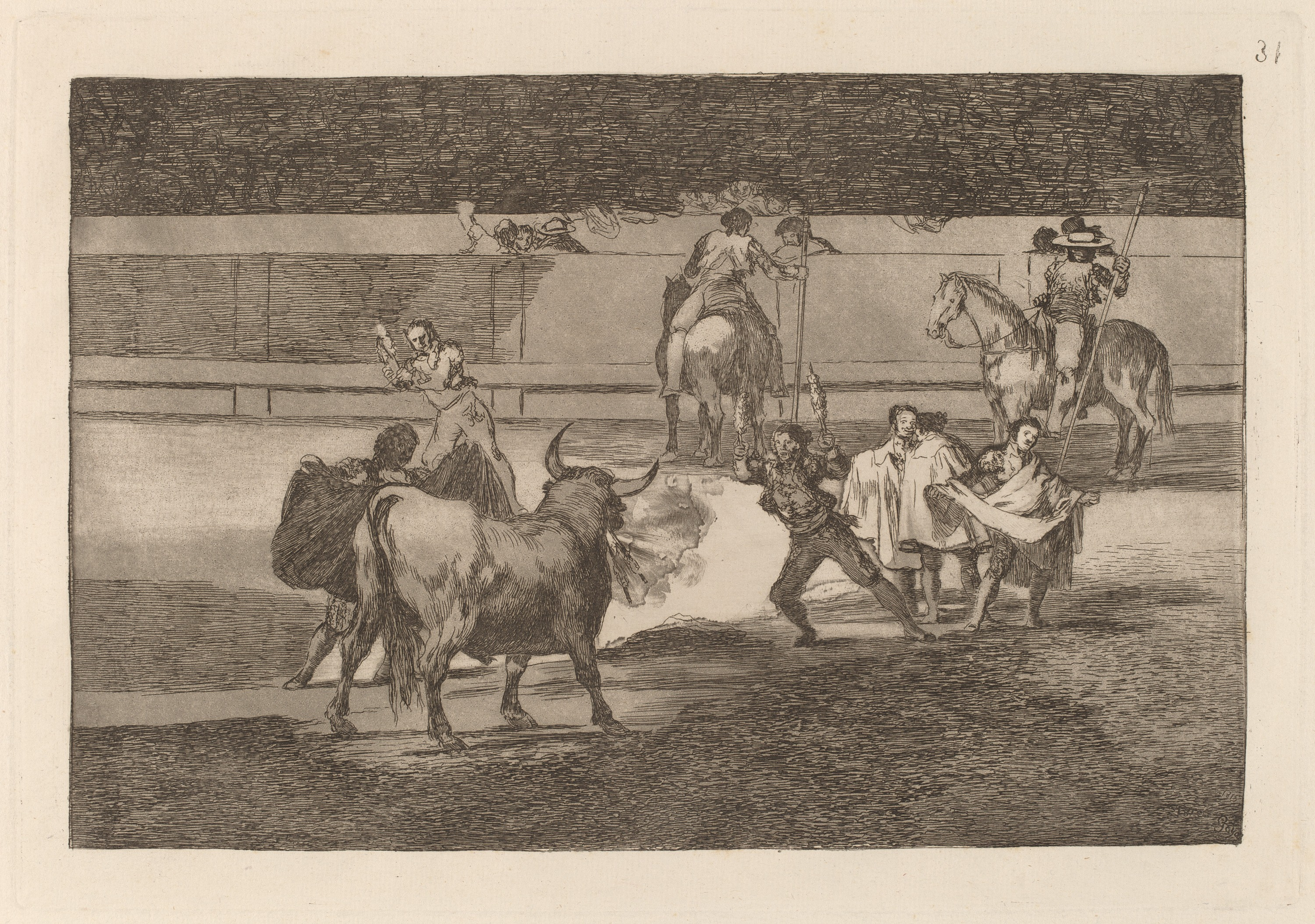
Gravat Banderilles de foc, de la sèrie La tauromàquia (1814-1816), de Francisco de Goya

Tal com estableix la Reial Acadèmia Espanyola de la Llengua, les banderilles de negres actuen com a substitut de les antigues «banderilles calentes» o «banderilles de fo»c. Aquest tipus de banderilles, segons Nieto Manjón, «estaven guarnides de petards que esclataven en clavar-la-hi al toro», i van ser una pràctica tradicional dins de la lídia almenys des del segle xviii, com es veu a través dels gravats de Francisco de Goya (La tauromàquia, 1814-1816). No obstant això, aquest tipus de càstigs van ser inicialment suprimits en el primer terç del segle xx, per Reial decret de 13 de juny de 1928 i, de forma definitiva, per Ordre ministerial de 17 de març de 1950. En 1978, l'empresari Agustín García Calleja va proposar rehabilitar-ne el seu ús, encara que mai van arribar a rehabilitar-se'n.
A més a més, les banderilles de foc venien a substituir una pràctica anterior, com la de tirar gossos als toros. El costum era que, en cas de no poder donar mort als toros mansos, es donés solta a una gossada perquè subjectessin a l'animal. El 9 de setembre de 1860, a Barcelona, per ordre de l'autoritat van quedar suprimits els gossos i, en el seu lloc, es van utilitzar banderilles de foc. Així, l'última data en la qual aquest tipus de «sort» va tenir lloc va ser el 13 d'abril de 1883 a la Plaça de toros de Sevilla: «Segons ordre del Excelentísim senyor Governador Civil de la Província, queden prohibits els gossos de presa a les corregudes».

## Toros cèlebres «condemnats» a banderilles negres
- Caraestrecha, núm.8, negre esquitxat, de la ramaderia de Cortijoliva, bregat per José Miguel Arroyo Delgado a Las Ventas el 2 de maig de 1996.[11]
- Cazarrata, 45, cárdeno bragado meano, de 503 kgs., de la ramaderia de Saltillo, bregat per Francisco Javier Sánchez Vara a Las Ventas el 31 de maig de 2016.[12]
- Lament, núm. 57, negre, de 568 kgs., de la ramaderia de Celestino Cuadri, bregat per Jonathan Blázquez «Varea» a la Plaça de toros de València el 28 de juliol de 2018.[13]